# Möckeln, Vimmerby kommun
Denna artikel avser sjön i Tuna socken och i Vimmerby kommun. För sjön på gränsen mellan Vimmerby kommun och Kisa kommun, se Möckeln, Östergötland
Möckeln är en sjö i Vimmerby kommun i Småland och ingår i Marströmmens huvudavrinningsområde. Sjön är 24 meter djup, har en yta på 3,23 kvadratkilometer och befinner sig 104,2 meter över havet. Sjön avvattnas av vattendraget Marströmmen (Bodaån).

## Delavrinningsområde
Möckeln ingår i det delavrinningsområde (638214-151472) som SMHI kallar för Utloppet av Möckeln. Medelhöjden är 119 meter över havet och ytan är 14,19 kvadratkilometer. Räknas de 3 avrinningsområdena uppströms in blir den ackumulerade arean 71,31 kvadratkilometer. Avrinningsområdets utflöde Marströmmen (Bodaån) mynnar i havet. Avrinningsområdet består mestadels av skog (72 procent). Avrinningsområdet har 3,24 kvadratkilometer vattenytor vilket ger det en sjöprocent på 22,8 procent.